# Óleo lubrificante

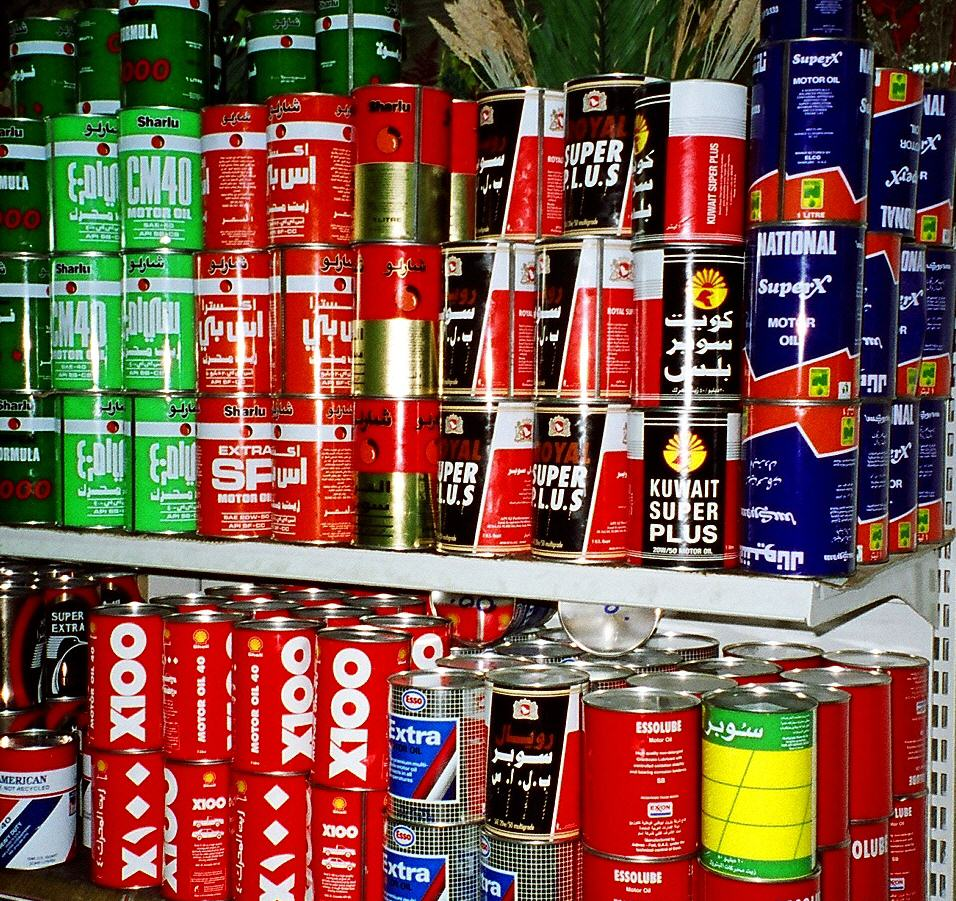
Óleos lubrificantes no Kuwait.

Os óleos lubrificantes, óleos de motor ou óleos para motor são materiais compostos de substâncias utilizadas para reduzir o ruído, calor e desgaste, lubrificando e aumentando a vida útil dos componentes móveis dos motores.
Os óleos lubrificantes podem ser de origem animal ou vegetal (óleos graxas), derivados de petróleo (óleos minerais) ou produzidos em laboratório (óleos sintéticos), podendo ainda ser constituídos pela mistura de dois ou mais tipos (óleos compostos).

## Características

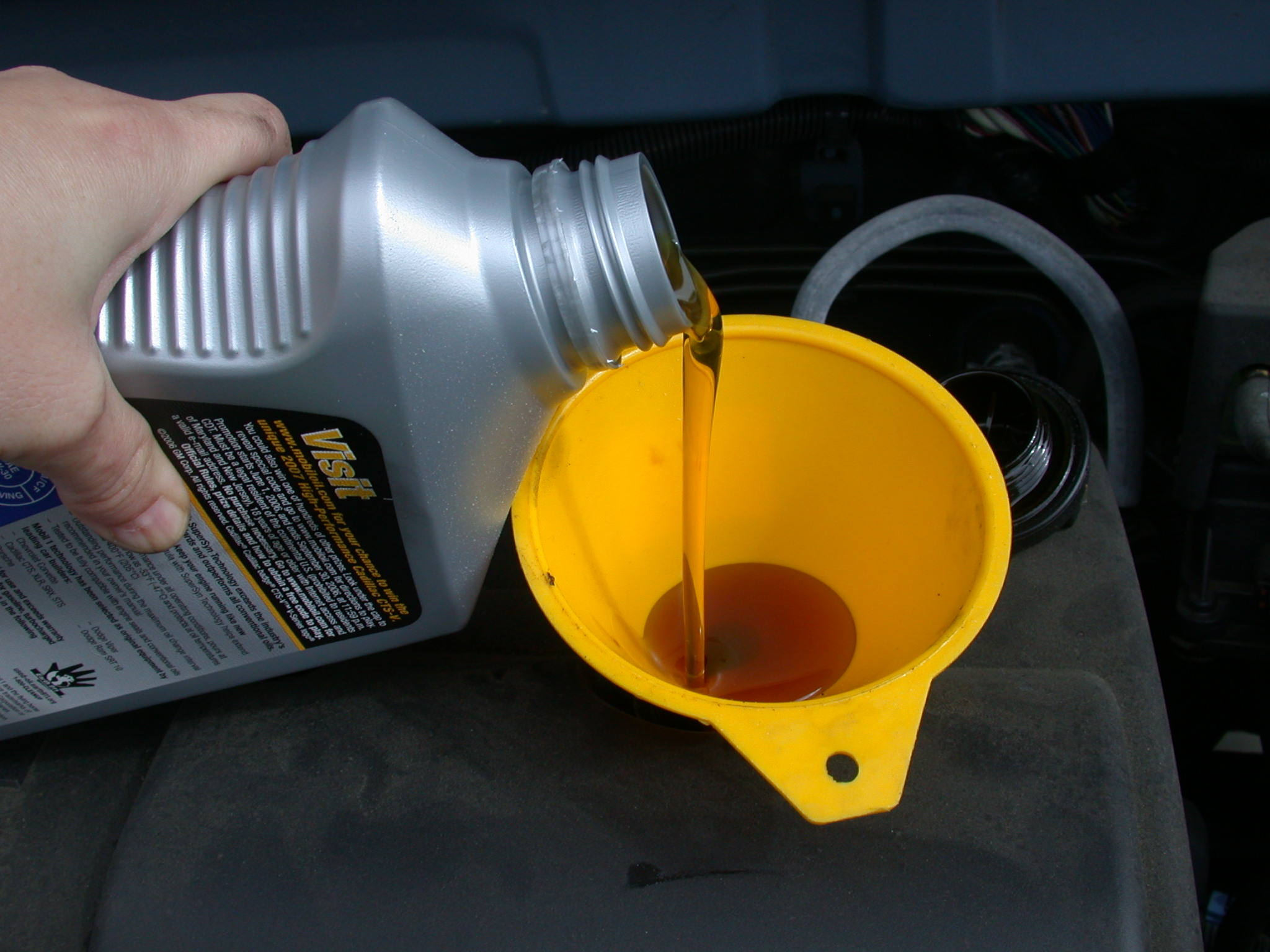
Óleo lubrificante sendo colocado num motor com o auxílio de um funil.

As principais características dos óleos lubrificantes são a viscosidade, o índice de viscosidade (IV) e a densidade.
A viscosidade mede a dificuldade com que o óleo escorre (escoa). Quanto mais viscoso for um lubrificante (mais grosso), mais difícil de escorrer, portanto será maior a sua capacidade de manter-se entre duas peças móveis fazendo a lubrificação das mesmas.
A viscosidade dos lubrificantes não é constante; ela varia com a temperatura. O Índice de Viscosidade (IV) mede a variação da viscosidade em relação a temperatura.
A densidade é a razão entre massa e o volume de óleo sob a uma determinada temperatura.

## Aditivos
Para conferir, retirar ou melhorar certas propriedades especiais dos lubrificantes, que não condizem com o desejado, especialmente quando o lubrificante é submetido a condições severas de trabalho, são adicionados produtos químicos aos óleos lubrificantes, que são chamados aditivos.
Os principais tipos de aditivos são: anticorrosivos, antiperspirantes, detergente/dispersante, condicionador de metais, melhoradores do Índice de Viscosidade, agentes de extrema pressão, etc.

### Detergentes
Os detergentes neutralizam os ácidos presentes no lubrificante e retiram os produtos de neutralização da superfície do metal.
Os aditivos detergentes fazem parte de uma das categorias principais dos aditivos utilizados em lubrificantes para motores e máquinas. Assim, esse tipo de aditivo são óleos destinados à lubrificação de motores somente, servindo para “limpar” os resíduos de carbono que podem existir durante a combustão.
Dessa forma, esse aditivo mantém em suspensão e, após algum tempo, dispersa o carbono formado na massa de óleo que, após o esvaziamento do cárter, é totalmente eliminado. Além dessa característica, ele deixa as paredes internas dos motores perfeitamente limpas, retirando qualquer resíduo de carbono e vernizes.

### Anticorrosivos
Os aditivos anticorrosivos protegem a superfície do metal para mitigar o processo de corrosão ocasionados pela ação da água, oxigênio e de outras substâncias químicas.

## Classificação dos óleos de motores a combustão

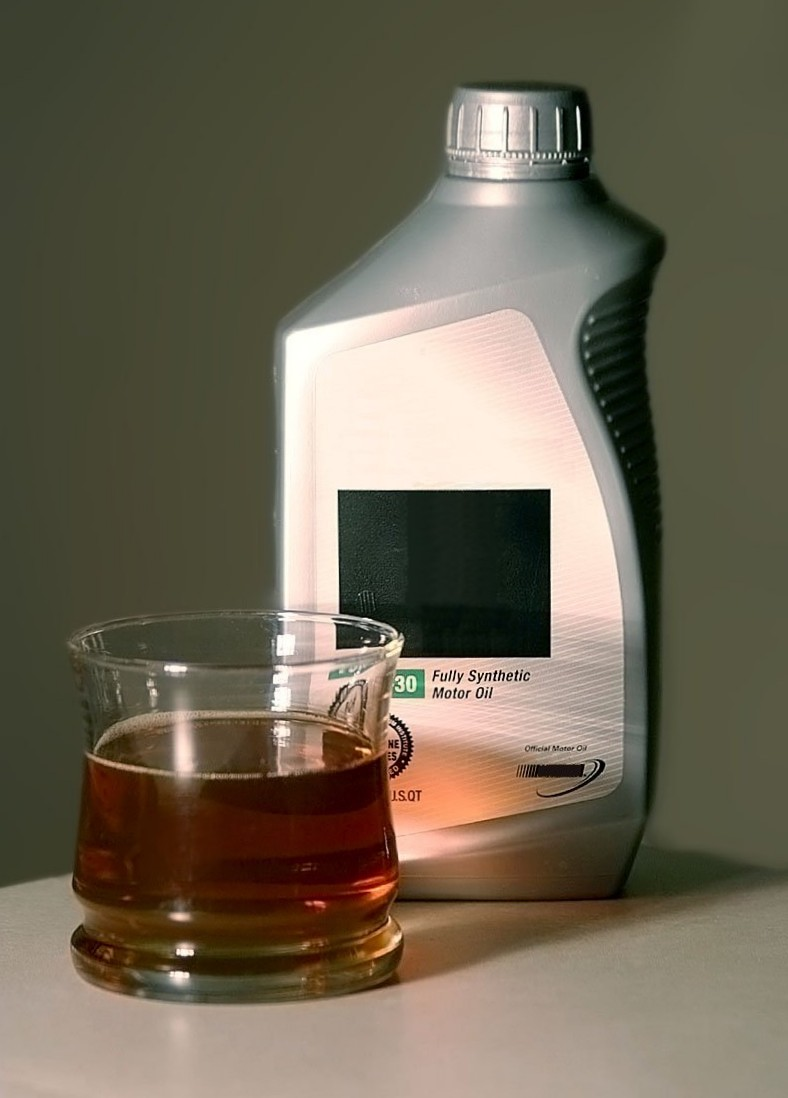
Óleo lubrificante em um copo.

A escolha do lubrificante correto para veículos automotivos geralmente pode ser encontrada no manual do usuário / manutenção do veículo. Existem diversos padrões que classificam lubrificantes:

### Classificação SAE
Estabelecida pela SAE - Sociedade dos Engenheiros Automotivos dos Estados Unidos, os óleos lubrificantes são classificados em relação a sua viscosidade. Quanto maior este número, mais viscoso é o lubrificante. Basicamente, podem ser subdivididos em:
- Óleos monoviscosos: SAE 20, 30, 40, 50, 60;
- Óleos multiviscosos: SAE 20W-40, 20W-50, 15W-50.

Observação: a letra "W" vem do inglês "winter", que significa inverno. 
Basicamente, óleos multiviscosos apresentam uma menor viscosidade na temperatura de partida e uma maior viscosidade na temperatura de serviço (100°C). A depender das especificações de projeto relacionadas as tolerâncias do conjunto mecânico e do clima da região em que o veículo irá transitar formam os principais parâmetros para a definição do(s) lubrificante(s) adequado(s) para o uso.
Assim, um óleo multiviscoso SAE 20W-40 se comportará como um óleo 20 em temperatura ambiente, reduzindo o desgaste na partida do motor ainda frio, e na temperatura de serviço se comportará como um óleo SAE 40.

### Classificação API
Desenvolvida pelo Instituto Americano do Petróleo, também dos Estados Unidos, baseia-se em níveis de desempenho dos óleos lubrificantes, isto é, no tipo de serviço do qual a máquina estará sujeita. São classificados por duas letras, a primeira indica o tipo de combustível do motor e a segunda o tipo de serviço.
Os óleos lubrificantes para motores a gasolina e álcool e GNV (Gás natural veicular) de 4 tempos atualmente no mercado são apresentados na tabela abaixo. O óleo SN supera as especificações do SM, isto é, o SN passa em testes que o óleo SM não passa e assim por diante.
No que diz respeito aos lubrificantes direcionados a motores a diesel, a última classificação estava na sigla "CJ".
Os óleos lubrificantes para motores a gasolina 2 tempos, como os usados em motosserras, abrangem 3 níveis de desempenho: API TA, TB e TC.

## Recomendação de substituição
Para a substituição do óleo, deve-se seguir as especificações do fabricante do veículo, os prazos máximos entre trocas e as condições de utilização do veículo. Deve-se levar em consideração que óleos sintéticos são mais estáveis e formam menos borra que os do tipo mineral.
Para não esquecer do momento da próxima troca, colar no para-brisas a etiqueta anotada a quilometragem no momento da troca e a quilometragem final, e é interessante usar planilhas de controle ou simplesmente um aviso no celular. Isso é importante para que o motor esteja sempre trabalhando com lubrificação adequada.